# JAC iEV5

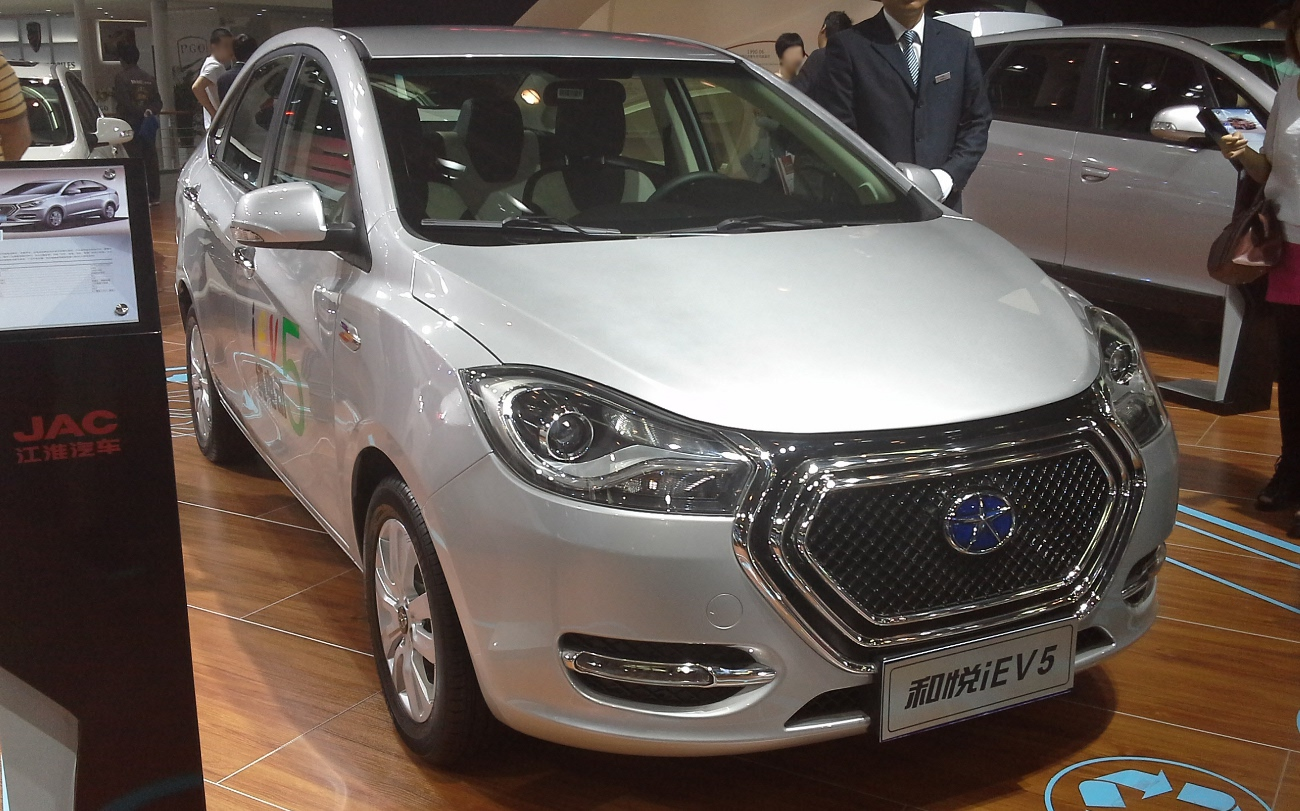
JAC iEV5

JAC iEV5 (укр. Джак iEV5) — електричний седан B-класу китайської компанії JAC. Світова прем'єра серійної версії моделі відбулася на автосалоні в Пекіні в квітні 2014 року.
iEV5 для компанії JAC вже другий електромобіль, а якому інженери розвинули ті технологічні рішення, які були закладені в iEV4.

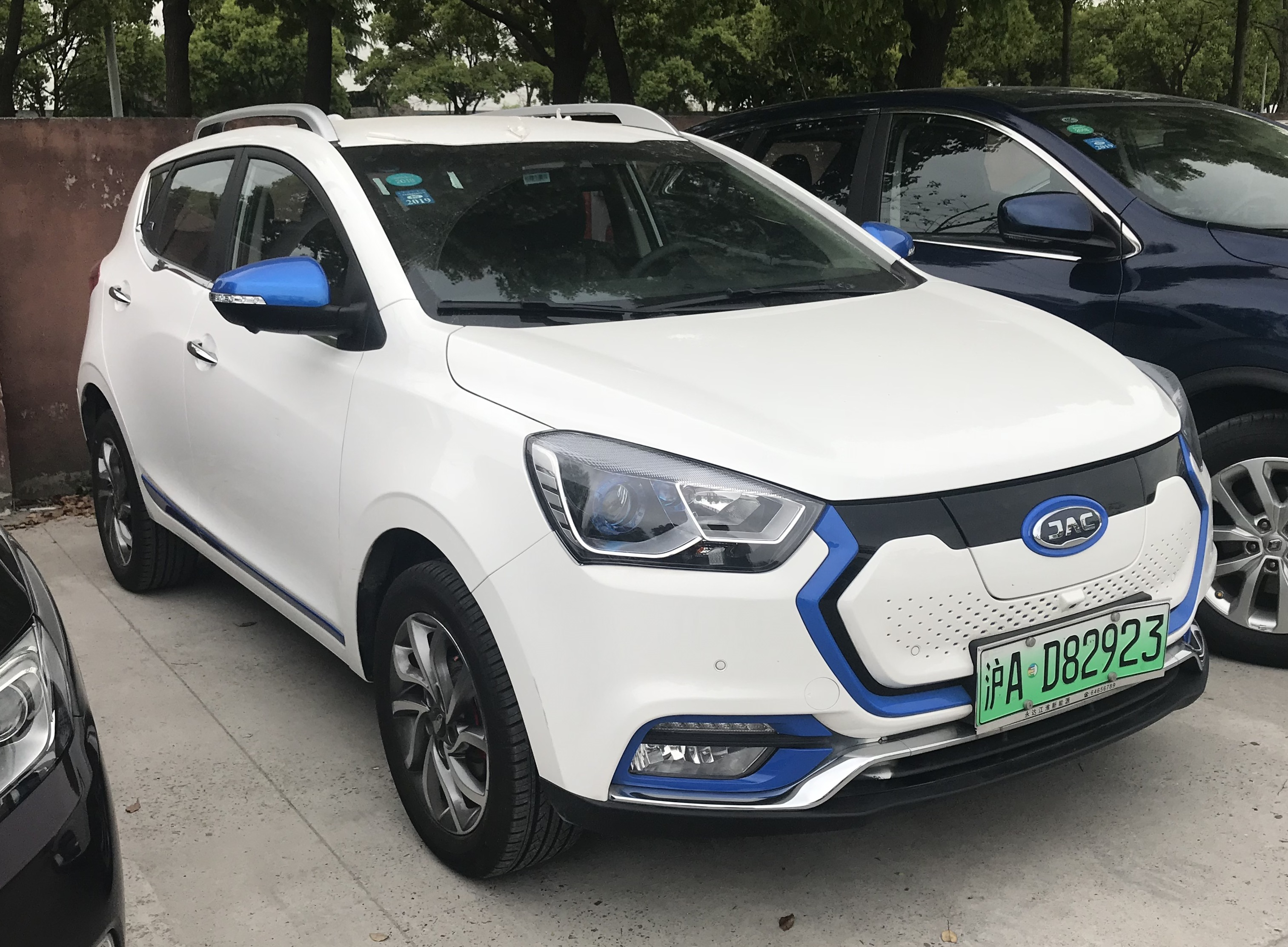
JAC iEV7S

Рушійною силою JAC iEV5 виступає електромотор потужністю 67 к.с., що забезпечує крутний момент 215 Нм. Підживлюється двигун блоком літієво-іонних батарей ємністю 70 Агод. На одному заряді автомобіль може проїхати до 200 км дистанції з максимальною швидкістю не більше 120 км/год. А щоб зарядити акумулятори, потрібно 8 годин при використанні побутової 220-вольтової мережі або 2,5 години (до 80% ємності) при використанні швидкої зарядки.

## JAC iEV7S
Кросовер на основі JAC iEV5 отримав назву JAC iEV7S. Електромобіль оснащений електромотором потужністю 116 к.с. (270 Нм), який дозволяє прискорюватися до 100 км/год за 11 с і розвивати максимальну швидкість 130 км/год. Батарея - ємністю 39 кВт*год, її вистачає на запас ходу в 300 км по циклу NEDC (при постійній швидкості 60 км/год - на 350 км). На практиці це означає, що автономність машини становить близько 250 км. Повна зарядка від звичайної мережі триває 7 годин, а від прискореної - 1 година (до 80%). Для авто пропонується тільки одне колірне рішення — білий кузов з ультрамариновими акцентами на дзеркалах, бамперах, порогах тощо.
Автомобіль обладнаний чотирма камерами кругового огляду із змінною траєкторією руху авто. Підмога — датчики паркувального радара в передньому і задньому бампері. Головна оптика у машини галогенна, діодні тільки денні ходові вогні. Мультимедійна система з 8-дюймовим сенсорним дисплеєм оформлена в стилі «яблучної» операційної системи. Головною відмінністю інфотейменту можна вважати зручний доступ до сервісної «електромобільної» інформації щодо запасу ходу, швидкості зарядки, джерел споживання енергії та ін.
У похідному положенні обсяг багажного відсіку дорівнює 450 літрів. Вантажопідйомність у кросовера невелика — всього 375 кг.